# Saison 1 de Krypton
Chronologie
Saison 2 de Krypton
Cet article présente le guide des épisodes de la première saison de la série télévisée américaine Krypton.

## Synopsis
Planète Krypton, environ 200 ans avant sa destruction et la naissance de Superman. Le gouvernement est tombé sous la coupe d'un homme masqué se faisant appeler "La Voix de Rao", qui impose la croyance selon laquelle les Kryptoniens sont la seule forme de vie intelligente de l'Univers et dirige la planète d'une main de fer. Le futur grand-père de l'Homme d'acier, Seg-El, voit son propre grand-père, Val-El, exécuté pour avoir refusé de prêter allégeance au nouveau régime et clamé l'existence d'autres espèces intelligentes dans l'univers. Quinze ans plus tard, Seg-El a renoncé à tenter de sauver l'honneur de sa famille, la Maison de El, qui a été humiliée et déchue. C'est alors qu'il rencontre un Terrien, Adam Strange, venu du futur pour le prévenir de l'attaque prochaine de la plus grande menace à laquelle Krypton ait pu faire face : Brainiac.

## Distribution
- Cameron Cuffe (en) (VF : Julien Allouf) : Seg-El, grand père de Superman
- Georgina Campbell (VF : Déborah Claude) : Lyta-Zod, amante de Seg
- Shaun Sipos (VF : Valentin Merlet) : Adam Strange
- Elliot Cowan (VF : Bruno Magne) : Daron-Vex, chef de la Maison des Vex et second de la Voix de Rao
- Ann Ogbomo (en) (VF : Corinne Wellong) : Jayna-Zod, mère de Lyta et Primus des Sagitaris, chef militaire de Kandor
- Aaron Pierre (VF : Diouc Koma) : Dev-Em (en), second de Lyta
- Rasmus Hardiker (VF : Damien Witecka) : Kem, ami de Seg
- Wallis Day (VF : Dorothée Pousseo) : Nyssa-Vex, fille de Daron et promise officielle de Seg
- Blake Ritson (VF : Laurent Morteau) : Brainiac/ La Voix de Rao, chef religieux de Kandor
- Ian McElhinney (VF : Frédéric Cerdal) : Val-El, grand-père de Seg et chef scientifique de Kandor
- Colin Salmon (VF : Frantz Confiac) : Général Zod
- Hannah Waddingham : Jax-Ur, leader du groupe terroriste Black Zéro

## Épisodes

### Épisode 4:La Parole de Rao
- Première apparition du Général Zod, sans mention de son identité.

### Épisode 6:Guerres civiles
- Officialisation de l'identité du Général Zod.
- Première apparition de Doomsday